# Bernat Ballester i Penya-roja
Bernat Ballester i Penya-roja (Carlet, la Ribera Alta, primer terç del segle xviii - ca. 1775) fou un jurista i humanista valencià. Estudià la carrera de lleis en la Universitat de València. El 1748, una vegada graduat, es casà a la Vall d'Uixó amb Mariana Ferrer, natural de Castelló de la Plana, es traslladà a viure a Vila-real i fou alcalde major d'aquesta població. Demostrà un notable domini de les llengües llatina i grega en unes Notas al Etymologicon Linguæ Latinæ de Vossio, manuscrit actualment en parador desconegut. Es relacionà amb Gregori Maians i amb Francesc Xavier Borrull, i amb aquests i diversos altres il·lustrats valencians mantingué una abundant correspondència epistolar erudita en llatí. El gramàtic i poeta Josep Escaner, gran amic seu, li dedicà una Descripción de los lugares recayentes en la Valle de Uxó en dístics llatins, i Lluís Galiana recollí en la seua Colección de obras varias un «Carmen quæribundum in gratiam Bernardi Ballistarii Jurisconsulti longe præstantissimi», a més d'algunes «Epistolæ ad Bernardum Ballistarium» i una «Carta que escribió el Dr. Bernardo Ballester á Fr. Luis Galiana […] el año 1760» a propòsit d'una làpida antiga.